# Nils Rosén von Rosenstein
Nils Rosén von Rosenstein (uttalas: rosenstejn), född 1 februari 1706 i Sexdrega i Västergötland, död 16 juli 1773 i Uppsala, var en svensk framstående läkare, professor i medicin och rektor vid Uppsala universitet.

## Biografi
Nils Rosén von Rosenstein föddes i Västergötland i Sexdrega, som son till kyrkoherden Erik Rosenius och Anna Wekander. Han gifte sig med Anna Christina Hermanson och blev far till Nils von Rosenstein (den yngre), samt Anna Margareta, hustru åt Samuel Aurivillius. 
Vid tolv års ålder skrevs han in vid Göteborgs gymnasium, och två år  senare  1722 skrevs han in "med heder" vid Lunds universitet för att studera medicin. Hans far ville att sonen skulle studera till präst men Rosén von Rosenstein ville studera medicin och hemlighöll sina studier för fadern. Han hade svårt att finansiera sina studier och tvingades flytta till Stockholm 1724 där han försörjde sig som lärare och översättare åt flera bokhandlare där han översatte tysk och fransk litteratur samtidigt som han studerade medicin på sin fritid.
1728 sökte Rosén von Rosenstein tjänsten som adjunkt vid medicinska fakulteten vid Uppsala Universitet. Han fick tjänsten men med villkor att han skulle göra en studieresa i Europa och doktorera i medicin, vilket vid den tidpunkten inte var möjligt att göra i Sverige. Han fick ett stipendium och tjänstledigt från sin tjänst som amanuens med full lön, och besökte de ledande medicinska universitet i Tyskland, Frankrike, Holland, Italien och Schweiz, bland annat till universitetet i Leiden i Holland där den berömde klinikern, läkaren och professor Herman Boerhaave verkade. I Genève i Schweiz stannade han i nio månader och studerade medicin. 1730 försvarade hans sin doktorsavhandling i medicin med titeln De historiis morborum rite consignandis, (översatt till svenska Rätt dokumentation av sjukdomars förlopp), på universitetet i Harderwijk i Holland, samma universitet där Carl von Linné försvarade sin doktorsavhandling.
Rosén von Rosensteins doktorsavhandling handlade om principerna för medicinsk journalskrivning och att man skulle inkludera hela patientens tillstånd och levnadsbetingelser i journalen förutom symptom, diagnos och behandling. Troligtvis var han inspirerad av den tidens vurm för klassificering av naturen och von Linnés arbete med klassificering av växtvärlden och ville införa något liknade i dokumentation av patientens symptom, diagnos och behandling.
För att få tjänsten som adjunkt i medicin på Uppsala universitet var han tvungen att göra ett prov som han genomförde genom att skriva en liten avhandling med titeln De usu methodi mechanicae in medicina, på svenska, Användningen av mekaniska metoder i medicinen.
1740 blev Nils Rosén von Rosenstein professor i medicin på Uppsala universitet, efter att först fått professuren i botanik i konkurrens med Carl von Linné, och Carl von Linné fick professuren i medicin, men de båda bytte senare sina professurer med varandra så att båda blev nöjda.
Rosén von Rosenstein startade den första formella läkarutbildningen i Sverige på Uppsala universitet och rustade upp det nedgångna Nosocomium academicum, senare Akademiska sjukhuset i Uppsala. Sjukhuset var mycket litet, troligen med åtta bäddar. Professor Rosén von Rosenstein införde noggranna journalanteckningar med symptom, diagnos och behandling på varje patient samt deras sociala situation. Patienterna var ofta mycket fattiga.
Rosén betraktas allmänt som den moderna pediatrikens (barnläkekonstens) fader, i och med den lärobok han författade i ämnet, "Underrättelser om barns sjukdomar och deras botemedel", som utkom 1764. Den utkom i totalt 26 upplagor på 10 olika språk och var i Sverige i användning på läkarutbildningen ända in i 1900-talet.
Rosén von Rosenstein var verksam dels vid Uppsala universitet som medicine adjunkt och professor, dels som praktiserande läkare, inte minst vid kungliga hovet i Stockholm. Som empirisk forskare prövade han sina radikalt nya idéer om att sjukdomsförebyggande åtgärder och tidigt insatt behandling skulle kunna rädda liv, göra människor friskare och minska barnadödligheten, som då på sina håll var upp till 50 %. Redan på 1730-talet skapade han en modern och gedigen läkarutbildning, en utbildning som konsoliderades under 1740- och 1750-talen i samarbete med Linné och Abraham Bäck, och som i princip har bestått ända in på 2000-talet.
Rosén var den som införde bruket med smittkoppsympning (en föregångare till vaccinet) i Sverige, och även den förste i landet som behandlade malaria med kinabarkspreparat.
Nils Rosén von Rosenstein ansågs av sin samtid som Sveriges främste läkare. Han verkade under lång tid som husläkare hos det kungliga hovet. Mellan 1745 och 1757 var von Rosenstein inspektor vid Stockholms nation i Uppsala. 1757 utnämndes han till riddare av Nordstjärneorden.

### Karriär
- Medicine adjunkt 1728.
- Assessor i Collegium medicum 1734.
- Ledamot av Vetenskapsakademien 1739.
- Professor vid Uppsala universitet 1740.
- Rektor för Uppsala universitet höstterminen 1747.
- Livläkare för de svenska kungarna Fredrik I, Adolf Fredrik, den blivande Gustav III och för drottning Lovisa Ulrika.
- Adlad 1762 under namnet Rosén von Rosenstein.
- Underrättelser om barns sjukdomar och deras botemedel utkommer 1764.

### Minnet av Rosén von Rosenstein
- Roséns bröstdroppar är uppkallade efter honom.
- En föreläsningssal vid barnsjukhuset på Akademiska sjukhuset är uppkallad efter honom.
- Rosénparken invid Akademikvarnen i Uppsala har sitt namn efter Rosén von Rosenstein.
- The Rosén von Rosenstein Award: https://www.uu.se/institution/kvinnors-och-barns-halsa/forskning/enheten-pediatrik/rosen-von-rosensteins-pris